# Jimmie Strimell
Jimmie Strimell (født 3. december, 1980) er en svensk sanger, som er mest kendt som forsanger i sit tidligere band, Dead by April, som han var i fra starten i 2007, indtil han blev smidt ud på grund af sit stofmisbrug i 2013. Den 19. marts 2013 var det i aviserne, at Strimell "forlader" gruppen af personlige grunde. Han blev erstattet af Christoffer "Stoffe" Andersson. Han er tidligere medlem af bandet Nightrage. Han var også forsanger i bandet DeathDestruction, men blev erstattet af Tony Jelencovich. Strimell har også været forsanger i bandet The End Of Grace.
I dag er han medlem af metal bandet Ends With A Bullet, som for nylig har udgivet sin første EP. De er godt i gang med at skrive deres debut-album.
Strimell kan både synge rent, og growle.